# Qianshan (sockenhuvudort i Kina, Jiangxi Sheng, lat 27,35, long 114,13)
Qianshan är en sockenhuvudort i Kina. Den ligger i provinsen Jiangxi, i den sydöstra delen av landet, omkring 230 kilometer sydväst om provinshuvudstaden Nanchang. Antalet invånare är 11 468. Befolkningen består av 5 366 kvinnor och 6 102 män. Barn under 15 år utgör 17,0 %, vuxna 15-64 år 72 %, och äldre över 65 år 9,0 %.
Runt Qianshan är det ganska tätbefolkat, med 192 invånare per kvadratkilometer. Närmaste större samhälle är Liangfang, 17,6 km sydväst om Qianshan. I omgivningarna runt Qianshan växer i huvudsak blandskog.
Genomsnittlig årsnederbörd är 2 072 millimeter. Den regnigaste månaden är maj, med i genomsnitt 322 mm nederbörd, och den torraste är oktober, med 28 mm nederbörd.